# Éditions Dominique Leroy
Pour les articles homonymes, voir Dominique Leroy et Leroy.
 (février 2019).
Les Éditions Dominique Leroy sont une maison d’édition française créée en 1970. Dominique Leroy, fille d'un libraire parisien spécialisé dans l'érotisme, suit les traces de son père, éditeur d'ouvrages interdits vendus sous le manteau, en s'installant auprès de la Place Blanche à Paris. La maison se déplace plus tard au Quartier latin. En 2013, elle s'installe à Sens.

## Historique
À partir de 1978 la bande dessinée attire fortement l'éditrice de romans et d'ouvrages érotiques. Elle publie un premier album, Transes mécaniques  de Philippe Cavell. Plusieurs collections voient le jour, L’Enfer dans la BD, Vertiges Bulles, Vertiges Humours, Vertiges Passions, etc.
Quelques auteurs collaborent régulièrement au catalogue : Philippe Cavell avec Juliette de Sade, les  Mémoires de Fanny Hill en complicité avec J.-M. Lo Duca, Jessica Ligari..., Georges Pichard La Comtesse rouge, Le Cavalier noir, Gérard Leclaire La Famille Freudipe, Georges Lévis Les Petites Filles modèles, L'École des biches, Liz et Beth, Leone Frollo Mona Street, etc.
J.-M. Lo Duca signe quelques scénarios ainsi qu'une série d'ouvrages : Manuel des confesseurs et Krafft-Ebing en bandes dessinées, Luxure de luxe et Les Triomphes de la BD.
La collection Vertiges Passions publie les œuvres de Jim, Eric Stanton, Bill Ward. De grands illustrateurs oubliés sont réédités Bernard Montorgueil, Carlõ. Encouragée par ces succès[réf. souhaitée], Dominique Leroy publie des albums d'auteurs encore débutants, ou des projets moins performants de ses propres dessinateurs : La Planète des ombres de J. Brunier, Retour de flammes de Mister Maag, La Rivière noire de France Renoncé, L'Effet Magnousse de Cavell...
Les difficultés apparaissent et, malgré un Kama Soutra de Pichard, Dominique Leroy doit abandonner l'édition de nouveaux ouvrages.
Bien que son catalogue soit de qualité inégale, cette éditrice atypique a marqué l'édition érotique BD par le soin porté à la présentation de ses ouvrages et par la qualité de certains de ses auteurs.
Aujourd’hui[Quand ?] le catalogue — plus de 400 titres de romans érotiques et de bandes dessinées pour adultes — est peu à peu numérisé. On trouve ces livres numériques (eBooks) à télécharger sur le site de l'éditeur et dans des librairies numériques. Les Éditions Dominique Leroy numérisent environ 20 nouveaux titres par an.
Est venu s’ajouter à ce programme de réimpressions, la création en août 2011 d’une nouvelle collection, la collection e-ros, dirigée par ChocolatCannelle, blogueuse et auteure. Cette collection numérique de textes érotiques courts réunit des auteurs novices ou plus confirmés (Isabelle Lorédan, Martine Roffinella, etc.), tous amateurs d’érotisme, et des illustrateurs (Fabrizio Pasini, Denis...).

### Documentation
- Henri Lebarbu, « Dominique LEroy », dans Sophie Barets (dir.), L'Année de la bande dessinée 83-84, Temps futurs, 1983, p. 81.